# Alpine Village (condado de Riverside)
Alpine Village es un área no incorporada ubicada en el condado de Riverside en el estado estadounidense de California.

## Geografía
Alpine Village se encuentra ubicada en las coordenadas 33°36′22″N 116°28′11″O / 33.60611, -116.46972.